# Marhaug
Marhaug est une localité du comté de Nordland, en Norvège.

## Géographie
Administrativement, Marhaug fait partie de la kommune de Steigen.